# Azatlu
Azatlu (persiska: آزادلو, Āzādlū) är en ort i Iran.   Den ligger i provinsen Ardabil, i den nordvästra delen av landet, 500 km nordväst om huvudstaden Teheran. Azatlu ligger 453 meter över havet och antalet invånare är 416.
Terrängen runt Azatlu är kuperad. Runt Azatlu är det ganska tätbefolkat, med 93 invånare per kvadratkilometer. Närmaste större samhälle är Kalānsūrā, 7,7 km söder om Azatlu. Trakten runt Azatlu består till största delen av jordbruksmark.